# Castello di Zlonice
Il castello di Zlonice (in ceco Zámek Zlonice), anche noto come castel Štáf, si trova nell'omonimo comune del Distretto di Kladno, Boemia Centrale in Repubblica Ceca. Si tratta di un importante edificio probabilmente nato come castello reale nel XIV secolo e ricostruito nel 1560 in stile rinascimentale e poi nuovamente nel XIX secolo.

## Storia

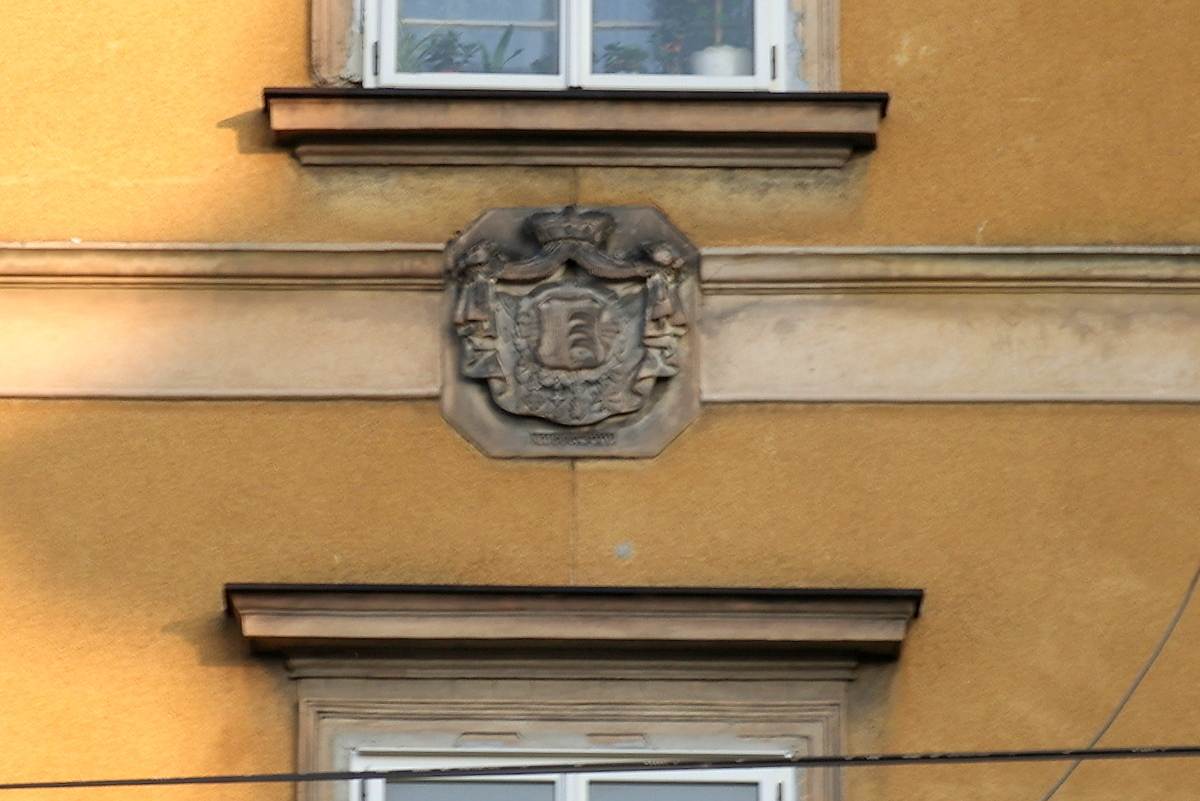
Stemma della famiglia Vchynský di Vchynice sulla facciata

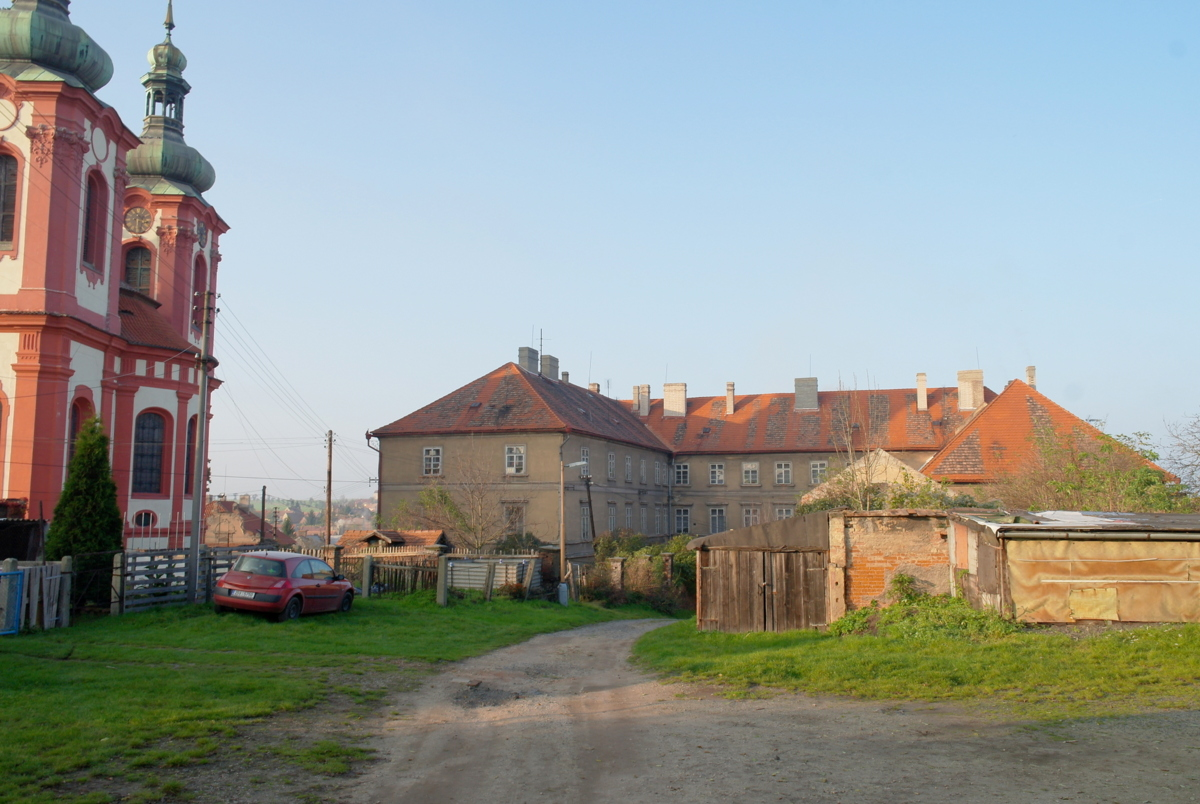
Il castello di Zlonice con la vicina chiesa dell'Assunzione della Vergine Maria

Il villaggio di Zlonice in origine fu possedimento reale e venne menzionato per la prima volta nel 1318 quando nella tenuta del signore, viveva Jaroslav di Libušín, detto Medvěd di Zlonice. Zlonice, insieme al castello Štáf (la più antica menzione del castello con tale nome risale al 1352, con il nome tedesco Stauf da cui si è sviluppata la forma Štáf), fu acquistato nel 1535 da Albrecht Šlik di Holíč da Ondřej Tatek di Kuřího. Intorno al 1560 il castello venne ricostruito completamente diventando una grande residenza di famiglia in stile rinascimentale. La tenuta raggiunse il suo massimo splendore sotto Bohuchval Valkoun di Adlar, che rilevò la proprietà nel 1601 e iniziò subito un lavoro di restauro e rinnovamento. L'ultimo della famiglia Valkoun a Zlonice fu Václav Jan Vojtěch, che mantenne il castello dal 1694 al 1707, quando fu costretto a cederlo per i grandi debiti accumulati al conte Norbert Leopold Libštejnský di Kolovrat. I Kolovrat tennero la dimora solo fino al 1721, quando fu acquistata dal conte Filip Vchynský di Vchynice. Il castello fu la dimora della famiglia Vchynský fino al 1758, quando bruciò. Dopo l'incendio fu adattato ad appartamenti e uffici. Nel 1883 vennero apportate ulteriori modifiche che fecero perdere il carattere rinascimentale del castello perché furono murati i portici e vennero apportate altre modifiche. La famiglia Kin mantenne la proprietà del castello fino al 1945 e in seguito l'edificio venne utilizzato per uffici, appartamenti e aule di un istituto scolastico.

## Descrizione
Il castello si trova nell'abitato di Zlonice, comune della Boemia Centrale in Repubblica Ceca. Si tratta di un grande edificio a tre ali con apertura verso sud. Si alza per tre piani e la copertura del tetto è a due falde. Il castello di origine rinascimentale fu completamente ricostruito a metà del XIX secolo. Il parco del castello si trova dietro la chiesa, a est della parte meridionale della piazza. Le ali hanno facciate uniformi con finestre a doppia anta disposte simmetricamente e con cornici continue. La facciata principale ovest presenta un portale d'ingresso ad arco ribassato posizionato assialmente con base in gesso. Sopra il portale - tra i piani - c'è lo stemma della famiglia Vchynský di Vchynice. Sul lato del cortile c'è una lastra di pietra con lo stemma della famiglia Žďárský di Žďár con l'anno 1602. Al piano terra del cortile si notano i resti di un porticato rinascimentale murato.

### Monumento culturale della Repubblica Ceca
La tutela dei monumenti della Repubblica Ceca considera il complesso del castello di Zlonice col suo parco un monumento culturale nazionale tutelato col numero di catalogo 1000145760.